# Городская инфекционная клиническая больница № 1 (Новосибирск)
Городская инфекционная клиническая больница № 1 — медицинское учреждение в Центральном районе Новосибирска, основанное в 1904 году.

## История
В конце XIX века на территорию современного Новосибирска прибыло большое количество переселенцев, что привело к росту различных заболеваний: тифа, дизентерии, холеры.
В 1904 (или 1906) году в Центральной части города на Ядринцевской улице в арендуемом помещении было организовано медицинское учреждение («заразный барак»).

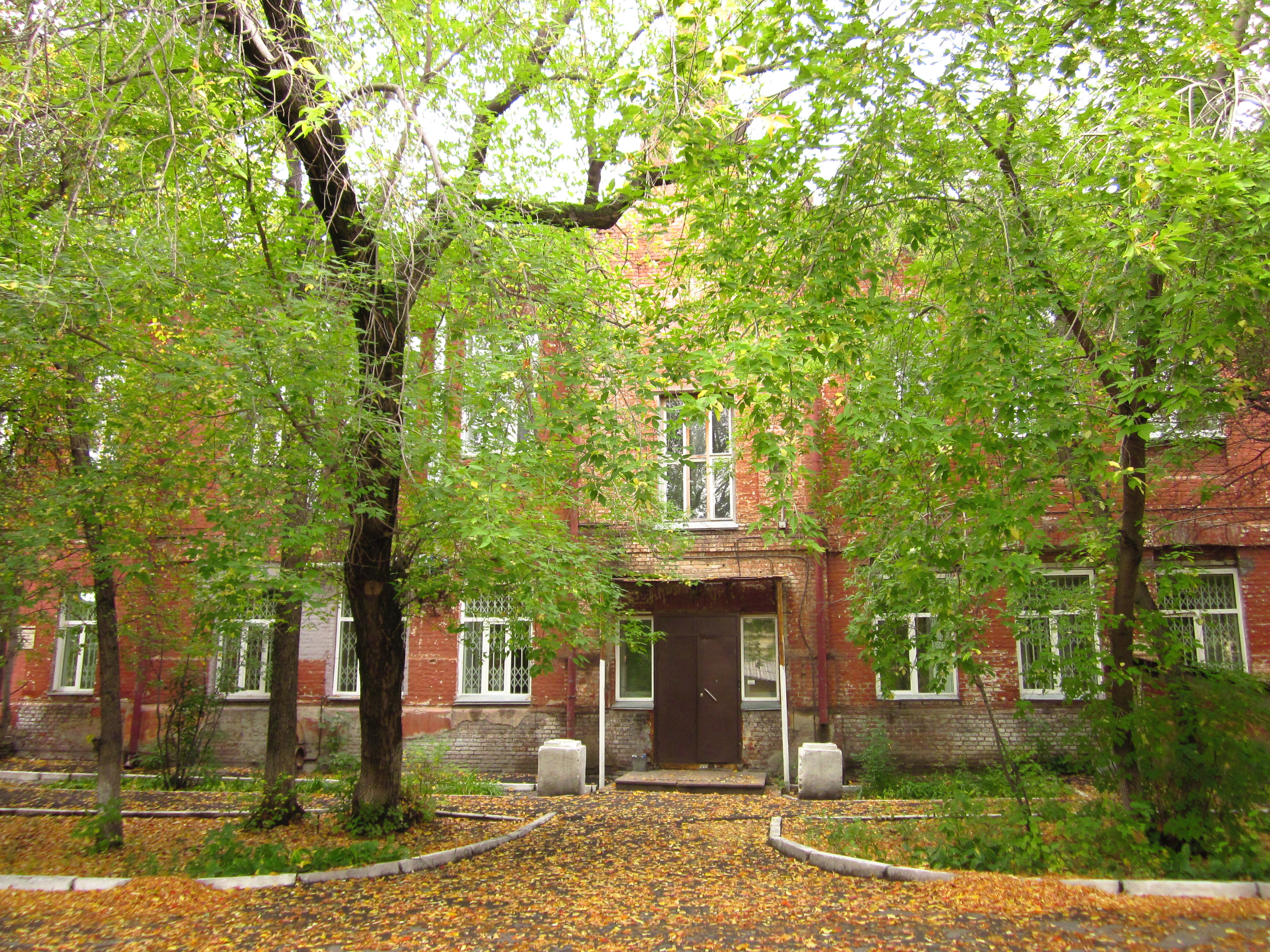
Корпус № 1 (Заразная больница). Памятник архитектуры местного значения.

В 1912 году по проекту архитектора Ф. Ф. Раммана была построена заразная больница (в настоящее время — корпус № 1) на 40 человек с флигелем для фельдшерского персонала, дезинфекционной камерой, баней, прачечной и другими подсобными помещениями. Четыре палаты располагались на первом этаже и ещё две на втором, для каждой палаты имелись комната для медперсонала, ванна и тёплая уборная.

### Больница в период пандемии COVID-19
В 2020 году больница стала пунктом по размещению инфицированных коронавирусом SARS-CoV-2. Для пациентов с COVID-19 (или подозрением на него) был выделен корпус № 5.